# Конвой № 3508
Конвой № 3508 — японський конвой часів Другої світової війни, проведення якого відбувалось у травні 1943 року.
Пунктом призначення конвою був атол Трук (Чуук) у центральній частині Каролінських островів, де ще до війни створили потужну базу японського ВМФ, з якої до лютого 1944 року провадились операції в цілому ряді архіпелагів. Вихідним пунктом став розташований у Токійській затоці порт Йокосука (саме звідси традиційно вирушала більшість конвоїв на Трук).
До складу конвою увійшли транспорти «Гошу-Мару», «Кеншо-Мару» та «Фукуяма-Мару», тоді як охорону забезпечував есмінець «Асанагі».
Загін вийшов із порту 8 травня 1943 року. Його маршрут пролягав через кілька традиційних районів патрулювання американських підводних човнів, які зазвичай діяли поблизу східного узбережжя Японського архіпелагу, біля островів Оґасавара, Маріанських островів і на підходах до Труку. Утім, проходження конвою № 3508 відбулось успішно і 16 травня він без втрат досягнув Труку.